# Qui és jueu?
Qui és jueu? (en hebreu מיהו יהודי pronunciat [ˈmihu jehuˈdi]) és una de les preguntes bàsiques sobre d'identitat jueva i sobre la qual giren les diverses rames del judaisme. Tant el judaisme ortodox con el judaisme conservador seguin les normes de l'halacà només consideren jueu qui ha nascut de mare jueva o hagi passat per un procés de conversió al judaisme. Per contra, el judaisme reformista i el judaisme reconstruccionista accepten també la línia paterna.
La identitat jueva també és defineix mitjançant l'ètnia. Les enquestes d'opinió també han suggerit que la majoria de jueus veuen ser-ho com a tals per una qüestió d'ascendència i cultura, més que una religió. Els jueus asquenazites, que són la divisió ètnica més comuna, han estat objecte de molts estudis genealògics i s'ha descobert que son una ètnia amb moltes barreges d'altres pobles.